# Maria Helena Tostes
Maria Helena Tostes (Niterói, 10 de fevereiro de 1979) é uma bodyboarder brasileira.
Em 2008  sagrou-se campeã brasileira da modalidade.
Em 2012 foi uma das duas bodyboarders profissionais convidadas a participar do reality show esportivo Nas Ondas 4. A outra foi Soraia Rocha.

## Conquistas
- 2006 - vice-campeã niteroiense.
- 2007 - vice-campeã do circuito Musas do Bodyboard e
- 2007 - campeã niteroiense.
- 2008 - campeã carioca
- 2008 - campeã brasileira.
- 2009 - campeã niteroiense.
- 2010 - 3ª colocada no ranking brasileiro
- 2011 - vice-campeã estadual